# 1839
1839 (MDCCCXXXIX) je bilo navadno leto, ki se je po gregorijanskem koledarju začelo na torek, po 12 dni počasnejšem julijanskem koledarju pa na nedeljo.

## Rojstva
- 27. junij - George Mary Searle, ameriški astronom, duhovnik († 1918)
- 10. september - Charles Sanders Peirce, ameriški logik, matematik in filozof († 1914)
- 1. november - Pavel Lutar, slovenski učitelj, pisec in ljudski zdravnik na Ogrskem († 1919)
- 23. december - Janoš Murkovič, slovenski učitelj in pisatelj na Ogrskem († 1917)

## Smrti
- 17. maj - Archibald Alison, škotski nabožni pisatelj in filozof (* 1757)
- 1. julij - Mahmud II., sultan Osmanskega cesarstva (* 1785)
- 29. julij - Gaspard de Prony, francoski matematik, inženir (* 1755)
- 29. september - Friedrich Mohs, nemški geolog, mineralog (* 1773)
- 15. november - William Murdoch, škotski inženir, izumitelj (* 1754)
- 3. december - Friderik VI., kralj Danske in Norveške (* 1768)